# Veleposlaništvo Republike Slovenije v Etiopiji
Veleposlaništvo Republike Slovenije v Etiopiji je diplomatsko-konzularno predstavništvo (veleposlaništvo) Republike Slovenije s sedežem v Adis Abebi (Etiopija). Odprto je bilo 25. maja 2023.

## O veleposlaništvu
Republika Slovenija si je za odprtje veleposlaništva v Adis Abebi prizadevala dalj časa, a to ni bilo mogoče predvsem zaradi varnostnih razmer v Etiopiji. Ob odprtju je bilo to drugo slovensko veleposlaništvo v Afriki (prvo je bilo v Kairu), pomembno pa tudi, ker je v Adis Abebi sedež Afriške unije.
Veleposlaništvo je bilo odprto 25. maja 2023, , ko je bila za začasno odpravnico poslov imenovana Vesna Dolinšek. Uradno odprtje veleposlaništva je potekalo 1. novembra 2024, ko so ga skupaj odprli slovenska zunanja ministrica Tanja Fajon, zunanji minister Etiopije Gedion Timotheos in novoimenovana veleposlanica Kristina Radej.

## Veleposlaniki
- Kristina Radej (2024– )